# Tommy Båtelson
Rolf Tommy Båtelson tidigare Tommy Bengtsson, född 19 mars 1956 i Östersund, är en svensk pensionerad officer i Flygvapnet.

## Biografi
Båtelson blev fänrik i Flygvapnet 1979. Han befordrades till löjtnant 1981, till kapten 1983, till major 1994, till överstelöjtnant 1995, till överstelöjtnant (mst) 1998 och till överste 2003.
Båtelson inledde sin militära karriär i Flygvapnet vid Jämtlands flygflottilj (F 4), där han även tjänstgjorde större delen av sin karriär. 1999 tjänstgjorde han vid Högkvarteret, där han även var till förfogande vid Strategiledningen. 2003–2005 var han flottiljchef för Jämtlands flygflottilj (F 4). Under sin tid som flottiljchef kom Båtelson var den som påbörjade avvecklingen av flottiljen. 2005–2009 var han försvarsattaché i Tyskland. Båtelson lämnade Försvarsmakten 2009. Och inledde en civilkarriär, och blev 2010 Alpin Nationell Chef för Svenska skidförbundet i Åre. Båtelson gjorde ett namnbyte, från hans tidigare efternamn Bengtsson.